# Список кардиналов, возведённых папой римским Григорием X

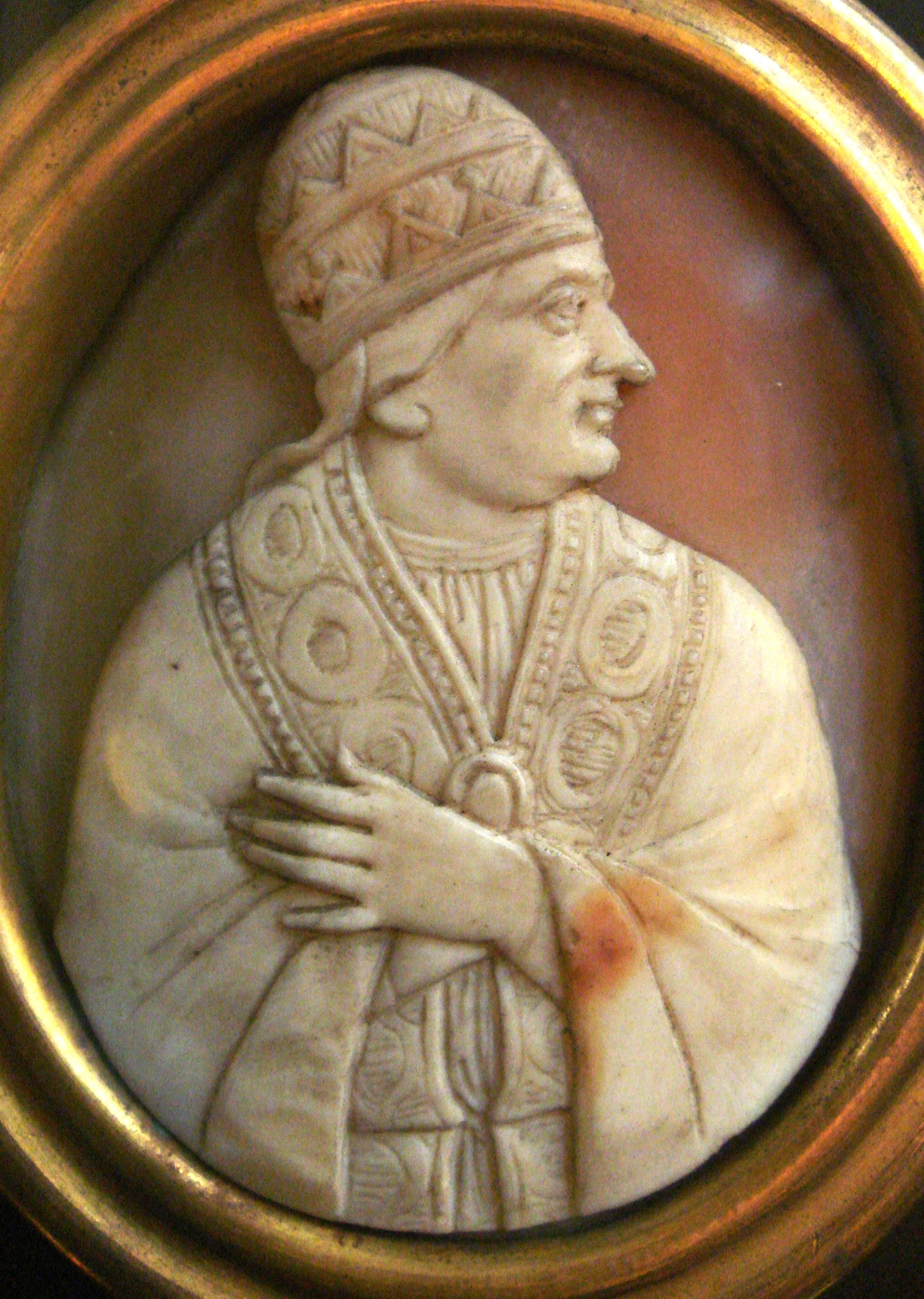
Папа Григорий X

Кардиналы, возведённые Папой римским Григорием X — 7 прелатов, клириков и мирян были возведены в сан кардинала на двух Консисториях за четыре с половиной года понтификата Григория X.
Самой большой консисторией была Консистория от 3 июня 1273 года, на которой было назначено пять кардиналов.

## Консистория от 3 июня 1273 года
- Жуан Педру Жулиан, архиепископ Браги (кардинал-епископ Фраскати) (королевство Португалия);
- Вичедомино Де Вичедоминус, архиепископ Экса (кардинал-епископ Палестрины) (королевство Франция);
- Бонавентура, O.F.M., генеральный министр своего ордена (кардинал-епископ Альбано) (Папская область);
- Пьер де Тарантез, O.P., архиепископ Лиона (кардинал-епископ Остии и Веллетри) (королевство Франция);
- Бертран де Сен-Мартен, O.S.B., архиепископ Арля (кардинал-епископ Сабины) (королевство Франция).

## Консистория от 1275 года
- Джованни Висконти, племянник Его святейшества (кардинал-епископ Сабины) (Папская область);
- Теобальдо ди Чеккано, O.Cist., аббат монастыря Фоссановы (титулярная церковь неизвестна) (Папская область).